# علوم اعصاب محاسباتی

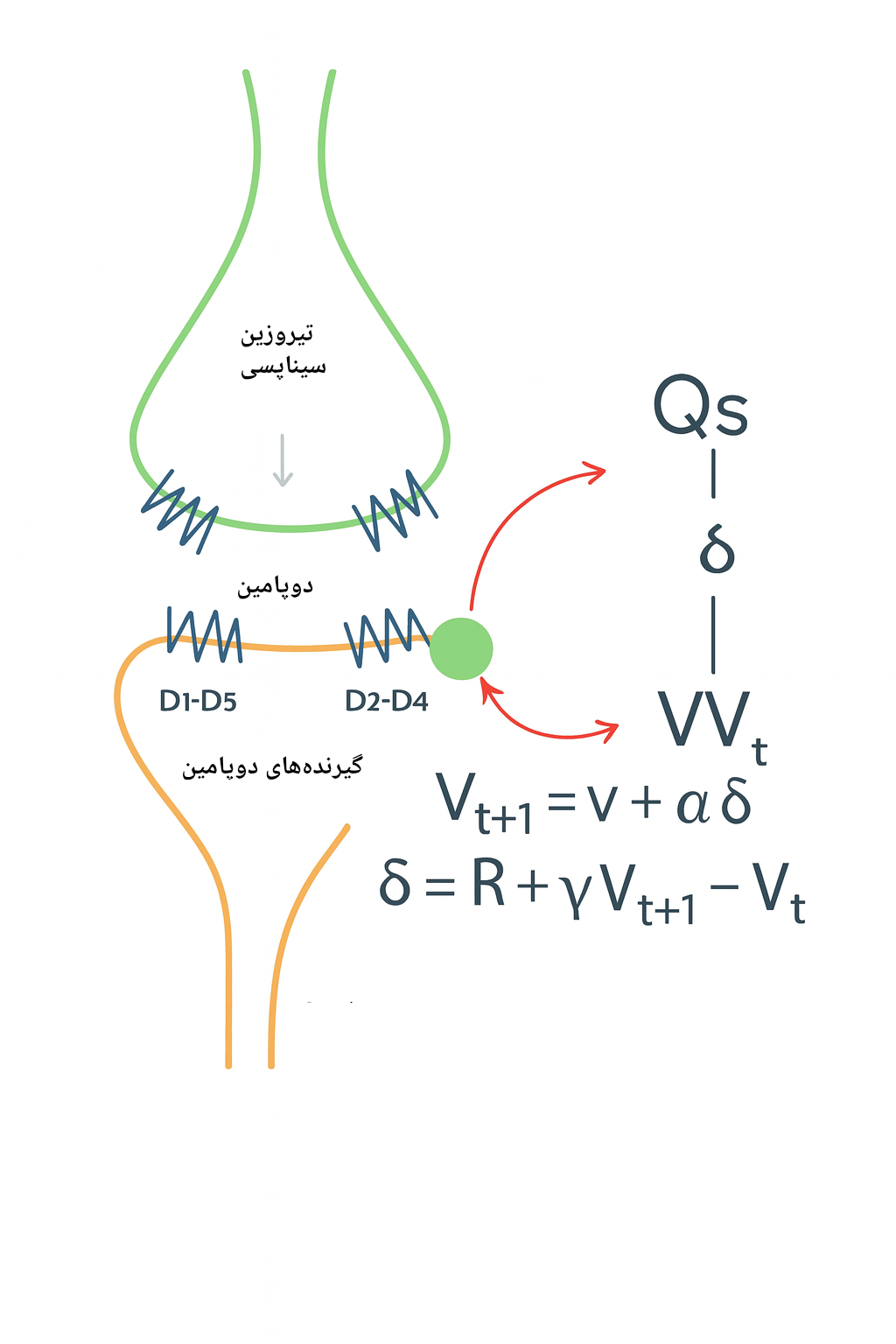
ارتباطات دوپامینرژیک در غلاف سیناپسی یک نورون و مدل سازی محاسباتی آن با استفاده از نظریه یادگیری تقویتی

علوم اعصاب محاسباتی (Computational neuroscience) به مطالعه عملکرد مغز در پردازش اطلاعات ساختاری موجود در سیستم عصبی می‌پردازد. علوم اعصاب محاسباتی از جملهٔ زمینه‌های علمی وسیع و گسترده بین رشته‌ای است؛ که شاخه‌های علمی متنوّعی همچون علوم اعصاب، علوم شناختی، روانشناسی، علوم رایانه، فیزیک، نظریه اطلاعات و ریاضیات کاربردی را به همدیگر پیوند می‌دهد. علوم اعصاب محاسباتی با پرهیز از ارتباط گرایی روانی از نظریه‌های محاسباتی مانند یادگیری ماشین، شبکه‌های عصبی، سیستم‌های دینامیکی و نظریه یادگیری محاسباتی استفاده می کند؛ که در آن بر تشریح سلول‌های عصبی عملکردی و بیولوژیکی واقعی (و سیستم عصبی)، فیزیولوژی خود و مسائل یادگیری تأکید دارد. این مدل ضبط ویژگی‌های ضروری از سیستم بیولوژیکی در چند مقیاس فضایی-زمانی، از جریان‌های غشاء و فرآیندهای غشایی، پروتئین‌ها، و اتصال شیمیایی به نوسانات شبکه، معماری ستونی و توپوگرافی، و یادگیری و حافظه است.هدف اساسی این شاخه از علوم اعصاب، فراهم ساختن مدل های هر چه دقیق تر جهت تبیین کارکردهای مغز در سطح نورونی و نیز شناختی است.

## تاریخچه
واژهٔ «علوم اعصاب محاسباتی»، برای نخستین بار توسط اریک.ال شوارتز معرفی شد. وی برای نخستین بار کنفرانسی را ذر همین زمینه در سال ۱۹۸۵ در کارمل-بای-د-سی، کالیفرنیا ترتیب داد. این کنفرانس به درخواست بنیاد توسعهٔ سیستم جهت تهیهٔ خلاصه‌ای از وضعیت کنونی رشته‌ای که تا آن زمان با اسامی گوناگونی مانند: مدل‌سازی عصبی، نظریه مغز، بیوفیزیک و شبکهٔ عصبی شناخته می‌شد، برگزار گردید. مجموعهٔ فعالیت‌ها و مشارکت های صورت گرفته در این جلسات حیاتی، در سال ۱۹۹۰ تحت عنوان کتاب «علوم اعصاب محاسباتی» منتشر شد. نخستین نشست عمومی بین‌المللی با تمرکز بر موضوع علوم اعصاب محاسباتی، توسط جیمز ام. باوئر و جان میلر در سان فرانسیسکو در سال ۱۹۸۹ ترتیب داده شد. این ملاقات، از مدتی بعد و زیر عنوان نشست سالانهٔ CNS تا کنون ادامه یافته‌است. البته پیش از آن، مؤسسه فناوری کالیفرنیا در سال ۱۹۸۵ برنامهٔ آموزشی دورهٔ کارشناسی ارشد در علوم اعصاب محاسباتی را با عنوان برنامهٔ دکترای سیستم‌های محاسباتی و عصبی تدوین و ارائه نموده بود.

## موضوعات اصلی
مهم‌ترین پرسش‌های مطروح در علوم شناختی محاسباتی، بررسی چگونگی پردازش اطلاعات در سطوح مختلف مغز و تبیین عملکردهای شناختی متناظر با فعل و انفعالات پیچیده الکترو-شیمیایی، مبتی بر نگاهی کارکردگرایانه است که مغز را بسان ماشین پردازش اطلاعات همراه با معماری و ساختار الگوریتمی ویژه خود ترسیم می‌کند. از این رو، موضوعات و مسائل اصلی مورد مطالعه و پژوهش در حوزه پهناور علوم اعصاب محاسباتی را می‌توان به صورت‌های گوناگون شمارش و دسته‌بندی کرد.
مدل‌سازی تک نورون
به باور بسیاری از عصب شناسان محاسباتی، حتی تک نورون‌ها دارای شاخصه‌های پیچیدهٔ بیوفیزیکی هستند که آن‌ها را قادر به انجام محاسبات پیچیده می‌سازد. بنابر نظر غالب پژوهشگران علوم اعصاب، مدل هاجکین-هاکسلی نخستین و شاید از مهم‌ترین مدل‌های ارائه شده در این حوزه است. این مدل ریاضی که برای نخستین بار در سال ۱۹۵۲ توسط آلن لوید هاجکین و اندرو فیلدینگ هاکسلی دو فیزیولوژیست و زیست‌شناس سرشناس بریتانیایی ارائه شد، به تبیین و تشریح چگونگی تولید و انتشار پتانسیل عمل در تک نورون می‌پردازد. به دلیل فقدان ابزار کافی جهت مطالعه نورون‌های بسیار ریز مغز پستانداران، هاجکین و هاکسلی مطالعات خود را بر روی آکسون گونه خاصی از اره ماهی انجام دادند (که شامل یک تک نورون و آکسونی بلند در طول بدنه خود بود) و سپس موفق به نمایش نتایج بدست آمده به صورت دستگاهی متشکل از چهار معادله دیفرانسیل معمولی شدند که تولید و انتشار پتانسیل عمل را به ارتباطات متقابل و چرخه‌ای یون‌های سدیم، پتاسیم و کلسیم در غشای نورون نسبت می‌دهند. بسیاری از تاریخ نگاران علم، ارائه این مدل را از بزرگترین دستاوردهای تاریخ قرن بیستم می‌دانند. بعدها نسخه‌ها و تغییرات جدیدتری از این مدل ارائه شد که از مهم‌ترین آن‌ها می‌توان به مدل فیتزهوگو-ناگومو اشاره کرد که برخلاف مدل نخستین و به دلیل پیشرفت فن آوری‌های پزشکی، چگونگی انتشار پتانسیل عمل را در نورون‌های مغز انسان بررسی کرد. همچنین نتایج این مدل‌ها توسط کامپیوتر شبیه‌سازی شد. به‌طور کلی مباحث متنوعی در مدل‌سازی‌های محاسباتی مطرح شده‌اند که در نهایت سبب افزایش دانش ما در مورد مغز شده‌اند. البته هاجکین و هاکسلی در مدل خود، تنها دو جریان حساس به ولتاژ یعنی سدیم سریع‌الأثر و پتاسیم درون‌اصلاح را به کار گرفت (کانال‌های یونی حساس به ولتاژ، مولکول‌های گلیکوپروتئینی هستند که از طریق لایهٔ لیپیدی گسترش یافته‌اند و به یون‌ها اجازه می‌دهند که تحت شرایط خاصی از طریق غشای آسه عبور کنند). اگرچه این مدل در پیش‌بینی زمان‌بندی و ویژگی‌های کیفی پتانسیل عمل موفق بوده، در پیش‌بینی چند ویژگی مهم نورون مانند انطباق و شانت موفقیت چندانی نداشت. دانشمندان هم‌اکنون بر این باورند که طیف گسترده‌ای از جریان‌های حساس به ولتاژ، مفاهیم پویای متفاوت، مدلاسیون‌ها و حساسیت این جریان‌ها، مبحث مهمی در علوم اعصاب محاسباتی است که جهت مدل‌سازی تک نورون‌ها باید درنظر گرفته شوند.
هم‌چنین گروهی از دانشمندان به مطالعهٔ توابع محاسباتی ویژه ای جهت تبیین کارکرد دندریت‌های پیچیده پرداخته‌اند. منابع بسیاری دربارهٔ چگونگی تعامل جریان‌های مختلف با خواص هندسی نورون‌ها وجود دارد. گروه دیگری از مدل‌ها نیز خط سیر زیست شیمیایی را در مقیاس کوچک دنبال می‌کنند، مانند: شکاف ستون فقراتی یا سیناپسی.
بسته‌های نرم‌افزاری بسیاری مانند GENESIS ، NEURON و ANNarchy وجود دارند که امکان مدل‌سازی سیلیکونی سریع و سیستماتیک از نورون‌های حقیقی را فراهم می‌کند. پروژه بلو برین که توسط هنری مارکرام از مؤسسه پلی‌تکنیک فدرال لوزان احداث شد، قصد دارد که شبیه‌سازی بیوفیزیکی دقیقی را از ستون قشری در ابررایانه ارائه نماید. یوگن ایژیکویچ، عصب‌شناس محاسباتی و ریاضی‌دان که کتاب مرجع مهمی را در زمینهٔ استفاده از سیستم‌های دینامیکی غیر خطی و مفاهیم سطح بالایی هم چون انشعاب در مدل‌سازی موضوعات عصب‌شناسی نگاشت، برای سال‌های متمادی پروژه طویل و گسترده‌ای را به منظور ساخت مغز مصنوعی شامل تعداد یکسانی از نورون‌های مصنوعی با نورون‌های مغز انسان (یکصد میلیارد) مدیریت کرد و آن را در اکتبر سال ۲۰۰۵ به پایان رسانید.
اما چالش اصلی در روند پژوهش‌هایی این چنین را می‌توان بدین گونه بیان کرد که توصیف‌های دقیق نورونی به لحاظ محاسباتی هزینه‌بر هستند و این امر خود می‌تواند مانع دستیابی به تحقیقات واقع گرایانه شبکه‌ای شامل تعداد بسیاری از نورون‌ها، گردد؛ بنابراین غالب پژوهشگرانی که مدارهای بزرگ نورونی (که نورون‌ها و سیناپس‌ها را معمولاً نشان می‌دهند) را مورد مطالعه قرار می‌دهند، بسیاری از جزئیات زیست شناسانه را نادیده می‌گیرند که این مسئله گاه سبب کاهش اعتبار بر خی از مدل‌های ارائه شده در میان نوروفیزیولوژیست‌ها و عصب شناسان نظری شده‌است. برای نمونه شواهد موجود حاکی از آن است که غنای ویژگی‌های بیوفیزیکی در مقیاس تک نورونی می‌تواند ساز و کارهایی را تأمین کند که کار بلوک‌های سازندهٔ حرکتی شبکه‌ای را انجام دهد؛ بنابراین در حال حاضر، مسیرهای مشخصی برای تولید مدل‌های نورونی ساده موجود است که از اعتبار بیولوژیکی قابل توجهی در مخارج پایین محاسباتی برخوردارند. 
توسعه، الگودهی آکسونی و راهنمایی
یکی از پرسش‌های مهم در حوزه عصب‌شناسی نظری، چگونگی شکل‌گیری آسه‌ها و دندریت‌ها در فرایند ایجاد آن هاست. چگونه آکسون‌ها متوجه می‌شوند کجا را نشانه‌گذاری کنند و چگونه به این مکان‌های نشانه‌گذاری شده دست می‌یابند؟ چگونه نرون‌ها به وضعیت مناسب در سیستم‌های مرکزی و خارجی مهاجرت می‌کنند؟ چگونه سیناپس‌ها شکل می‌گیرند؟ ما از زیست‌شناسی مولکولی می‌دانیم که بخش‌های متفاوت سیستم عصبی، سرنخ‌های شیمیایی مختلفی را از عوامل رشد گرفته تا هورمون‌هایی که رشد و گسترش ارتباط عملکردی میان نورون‌ها را تنظیم کرده و تحت تأثیر قرار می‌دهند، منتشر می‌کنند.
بررسی‌های نظری در مورد شکل‌گیری و الگودهی اتصال سیناپسی و مورفولوژی آن‌ها کماکان با جدیتی بیش از پیش دنبال می‌شوند. یک فرضیه که اخیراً توجه اهالی فن را به سوی خود جلب کرده، فرضیهٔ سیم‌کشی حداقلی است که ادعا می‌کند که شکل‌گیری آکسون‌ها و دندریت‌ها همان گونه که به شیوه مؤثری تخصیص منابع را کاهش می‌دهد، انبارهٔ اطلاعاتی حداکثری را نیز نگهداری می‌کند. در بررسی اتصال های سیناپسی، بر نقش بسیار مهم پیام رسان عصبی مطالعات قابل توجهی صورت گرفته است. مدل های محاسباتی بر روی هم ما را به این باور سوق می دهند که چگونگی ارتباطات شیمیایی در اتصالات سیناپسی بسیار پیچیده تر از آن چیزی است که در گذشته تصور میشد. این مساله با یافته های نوین عصب شناسانه تجربی نیز سازگار است. 

### ادراک
مساله ادراک و تجربه درونی، مانند بسیاری از موضوعات مورد بحث در علوم اعصاب از دیرباز مورد توجه فلاسفه نیر بوده است. تبیین و تشریح سامانه ادراکی/شناختی مغز بر اساس مدل های محاسباتی، از مهمترین موضوعات در پژوهش های محاسباتی به شمار می رود. تفاوت مدل سازی های مختلف عموما معطوف به پارادایم های مختلف بوده و مدل های ادراکی نیز از این مساله مستثنا نیستند. با در نظر گرفتن مغز به مثابه فونکسیون با ماشین پردازش اطلاعات، لاجرم برون داد این ماشین نیز باید بر اساس همین پردازش های اطلاعاتی باشد. فهم جنبه های متفاوت ادراک ازجمله حسی، حرکتی، بینایی و شنوایی، بخش قابل توجهی از پیکره موجود مطالعات محاسباتی صورت گرفته را به خود اختصاص داده اند.
پردازش حسی
مدل‌های اولیهٔ پردازش حسی که در حدود یک چارچوب نظری قابل درک هستند، به هوراس بارلو نسبت داده شده‌اند. تا حدودی شبیه به فرضیهٔ سیم‌کشی حداقلی که در بخش قبل توصیف شد، بارلو پردازش سیستم‌های اولیهٔ حسی را به عنوان شکلی از برنامه‌نویسی کارآمد که در آن نرون‌ها اطلاعاتی را که تعداد نقطه‌ها را کاهش می‌دهند کدگذاری می‌کنند، دریافت کرد. کارهای تجربی و محاسباتی از آن زمان، این فرضیه را در یک شکل یا شکل‌های دیگر، پشتیبانی کرده‌است.
تحقیقات کنونی در پردازش حسی میان یک مدل‌سازی بیوفیزیکی از زیرسیستم‌های مختلف و تعداد بیشتری مدل‌سازی نظری از ادراک تقسیم شده‌است. مدل‌های کنونی از ادراک اظهار دارند که مغز شکل‌هایی از استنتاج بیزی و یکپارچه‌سازی اطلاعات مختلف حسی در ایجاد کردن درک ما از جهان فیزیکی را انجام می‌دهد.
حافظه و انعطاف‌پذیری سیناپسی
مدل‌های ابتدایی حافظه (جانداران) بر پایهٔ نظریه هبین (Hebbian) استوار بودند. مدل‌هایی که از لحاظ بیولوژیکی مربوط بودند مثل: شبکه هاپفیلد، که برای آدرس‌دهی خواص انجمنی به جای نشانی‌پذیری از روی محتوا، سبکی از حافظه که در سیستم‌های بیولوژیکی رخ می‌دهد گسترش داده شده‌است. این تلاش‌ها عمدتاً بر شکل‌گیری حافظهٔ میان مدت و بلند مدت که در اسبک مغز (هیپوکامپ) متمرکز هستند، تمرکز می‌کنند. مدل‌های حافظه کاری با تکیه بر نظریه‌های نوسانات شبکه‌ای و فعالیت‌های مداوم، جهت اخذ یکسری ویژگی قشر جلویی مغز در حافظهٔ مربوط به زمینه، ساخته شده‌اند.
یکی از مشکلات عمده در حافظهٔ فیزیولوژی عصبی، این است که آن چگونه حفظ شده و در مقیاس‌های زمانی مختلف تغییر می‌کند. سیناپس‎های ناپایدار برای تربیت آسان هستند ولی هم‌چنین متمایل به تخریب اتفاقی می‌باشند. سیناپس‎های پایدار کمتر به آسانی فراموش می‌کنند اما از طرفی سخت‌تر تحکیم می‌شوند. یک فرضیهٔ محاسباتی اخیر، آبشارهای انعطاف‌پذیری که سیناپس‌ها را به عملکرد در مقیاس‌های زمانی مختلف، قادر می‌سازد، درگیر می‌سازد. مدل‌های استریوشیمیایی دقیق برای سیناپس استیل کولین مبتنی بر گیرنده، با روش مونت کارلو که در مقیاس زمانی میکروثانیه کار می‌کنند، ساخته شده‌اند. این احتمال وجود دارد که ابزارهای محاسباتی به میزان زیادی به فهم ما از چگونگی کارکرد سیناپس‌ها و تغییر در رابطه با محرک خارجی در دهه‌های آینده، کمک خواهد کرد.
عصب شناسان حافظه انسان را در لایه‌های مختلف و به گونه‌های مختلف معرفی و ترسیم کرده‌اند.
رفتارهای شبکه‌ها
نورون‌های زیست شناسانه به شکل پیچیده و بازگشتی به یکدیگر متصل هستند. این ارتباطات برخلاف همتایان خود در شبکه عصبی مصنوعی، عموماً پراکنده و ویژه هستند. پژهش‌ها برای فهم و شناخت چگونگی انتقال اطلاعات عصبی از طریق سامانه‌های نورونی و ساز و کارهای مربوط به آن کماکان ادامه دارد.
فعل و انفعالات نورون‌ها در یک شبکهٔ کوچک را غالباً می‌توان به مدل‌های ساده مانند مدل آیزینگ فروکاست مکانیزم‌های آماری مرتبط با چنین سیستم‌های ساده‌ای، به‌طور نظری به خوبی شناخته شده‌اند. اخیراً شواهدی وجود دارد که نشان می‌دهد که حرکت‌های اختیاری شبکه‌های نورونی می‌توانند به تعاملات دوتایی کاهش یابند. با این حال، اینکه آیا این‌گونه حرکت‌های توصیفی کارکرد یا کارکردهای محاسباتی مهمی را بیان می‌کنند، هنوز مشخص نیست. با پیدایش میکروسکوپ دو فوتونی و تصویربرداری کلسیمی، در زمان کنونی، روش‌های تجربی قدرتمندی به وجود آمد که با کمک آن‌ها می‌توان صحت و سقم زیست شناسانه نظریه‌های جدید مربوط به شبکه‌های نورونی را آزمود.
در بعضی موارد فعل و انفعالات پیچیده بین سلول‌های عصبی مهاری و تحریکی می‌تواند با نظریهٔ مین فیلد ساده شود که منجر به مدل جمعیتی شبکه عصبی می‌شود. در حالی که خیلی از نظریه پردازان عصبی، این مدل با پیچیدگی کمتر را ترجیح می‌دهند، گروهی دیگر اصرار بر این دارند که کشف ارتباطات ساختمانی و عملکردی وابسته به بررسی هر چه بیش‌تر ساختمان‌ها و شبکه‌های عصبی است. مدل‌هایی از این نوع به‌طور نمونه شامل پایه یکسان‌سازی وسیع است مثل: تکوین یا عصب. تلاش‌هایی شده‌است برای اینکه متدهای یکسانی فراهم شود که این سطح از پیچیدگی را اصلاح کند.
شناخت، تمایز و آموزش
مذل‌های محاسباتی با عملکرد شناختی بالاتر، اخیراً آغاز شده‌است. داده‌های تجربی ابتدا از گزارش‌های واحد در نخستی‌سانان اولیه به‌دست می‌آید. لوب پیشانی و لوب آهیانه‌ای مغز به عنوان گردآورندهٔ اطلاعات از ابزارهای حسی متعدد عمل می‌کنند. یکسری ایده‌های آزمایشی وجود دارد در ارتباط با اینکه چگونه فعالیت‌های مهاری ساده دوطرفه که در این نواحی جریان دارند، می‌توانند محاسبات مربوط به بیولوژیک مرتبط را انجام دهند.
به نظر می‌رسد مغز قادر است در زمینه‌های خاصی به خوبی تشخیص داده و تطابق کند. به‌طور مثال به نظر می‌رسد انسان ظرفیت بالایی برای تشخیص و به خاطر سپردن چهره‌ها داشته باشد. یکی از اهداف کلیدی علوم اعصاب محاسباتی این است که موشکافی و تشریح کند که چگونه سیستم‌های بیولوژیکی می‌توانند این محاسبات پیچیده را به صورت مؤثر انجام دهند و این را در ساخت ماشین‌های هوشمند منعکس کنند.
اصول گستردهٔ ساختمان مغز به وسیلهٔ بیولوژی، فیزیولوژی و تمرینات درمانگاهی زیادی روشن شده‌است. علوم اعصاب یکپارچه در تلاش هستند تا این مشاهدات را از طریق مدل‌های تشریحی یکسان و پایگاه‌دادهٔ اندازه‌گیری‌های رفتاری و گزارش آن‌ها یکی کنند. این‌ها پایه و اساسی برای مدل‌سازی کمیتی در فعالیت‌های گستردهٔ مغز هستند.
هشیاری و آگاهی
یکی از اهداف بلند مدت فیزیولوژی/نوروساینس دسترسی به قابلیت تفسیر تجربیات زندگی آگاهانه روزمره انسان است. پرسش از چیستی و ماهیت آگاهی و نیز تبیین فرایند تبدیل و تصعید فعالیت‌های مادی نورونی به پدیدار ذهنی درونی ای چون آگاهی که دیوید چالمرز آن را مسئلهٔ دشوار آگاهی نام نهاده‌است، از دیگر دغدغه‌های پژوهشگران این حوزه به‌شمار می‌رود. فرانسیس کریک که خود از پدران عصب‌شناسی مدرن به‌شمار می‌رود به همراه دانشمند نامدار آلمانی کریستف کخ تلاش‌هایی را در جهت فرمول بندی و ارائهٔ چارچوبی سازگار برای فهم و تبیین آگاهی انجام دادند. مجموعهٔ این فعالیت‌ها که حول محور یافتن ملازم‌های عصبی کارکردهای ذهنی و شناختی است، بیشتر با عنوان ملازمات عصبی آگاهی (به اختصار NCC) در میان پژوهشگران این حیطه شناخته می‌شود. جولیو تونونی، عصب‌شناس محاسباتی برجسته ایتالیایی نیز نظریه ای را با عنوان نظریه تجمیع اطلاعات جهت فهم و شناخت پدیده آگاهی ارائه داد که در آن از مفاهیم نظریه اطلاعات و احتمالات از جمله آنتروپی، آستانه اطلاعاتی و تفکیک کمینه اطلاعاتی و نیز نظریه پیچیدگی بهرهٔ فراوان برده‌است. به ور ساده، تونونی آگاهی را ویژگی بنیادین و فیزیکی یک سیستم سببی می‌داند که حاصل انباشت اطلاعات در مسیر تالاموکورتیکال مغز و عبور از آستانهٔ اطلاعاتی که آن را Φ می‌نامد، است. این نظریه، هم چنین به‌طور ضمنی آگاهی را ویژگی ای درجه دار می‌داند و بنابر این هر سیستم به اندازه کافی پیچیده‌ای می‌تواند از آگاهی برخوردار باشد. گروهی از دانشمندان علوم شناختی مانند داگلاس هافستادتر، آگاهی را به مثابه حلقهٔ بسته‌ای می‌دانند که اجزای آن پس از بی شمار خودارجاعی و بازتابش به یکدیگر، شبه پدیداری را بروز می‌دهند که لزوماً از جنس خود اجزای تشکیل دهنده نیست. از این رو، آگاهی در نگاه وی، گونه ای توهم است که وجود خارجی دست کمبه آن صورتی که ما می‌پنداریم ندارد. وی برای نمونه، تپه‌ها و لانه‌های پیچیده و حیرت‌انگیز موریانه‌ها را از همین جنس می‌داند. تعداد بسیار زیادی از موریانه‌ها در یک کولونی بدون هیچ دستور، نقشه یا طرح از پیش تعیین شده‌ای شروع به انجام یک کار بسیار ساده می‌کنند. هر موریانه دانه ای از شن را یا برمی‌دارد یا قرار می‌دهد با این وجود، حاصل چنین همکاری و فعل و انفعالاتی، ساختن لانه‌هایی با برجستگی‌ها و شیارها و پنجره‌های عجیبی می‌شود که دمای داخل آن برای زیستن راحت تر موریانه‌ها تنظیم شده‌است. هافستادتر می‌گوید که در جریان لانه سازی، هیچ گیوند و مشارکت سببی وجود ندارد. نمونه ای دیگر، نشستن گروهی از انسان‌ها روی زانوان یکدیگر در یک دایره است که توهم وجود تکیه گاه یا زیر سازه ای مانند میز یا صندلی‌های نامرئی را در نگاه ما موجب می‌شود در حالی که هیچ میز یا صندلی ای وجود ندارد و با این همه این گروه چند نفری همگی به صورت دایره وار نشسته‌اند. آرون اسلومن، دیگر دانشمند برجسته علوم عصب‌شناسی، آگاهی را مانند پردازش گرهای متن بر روی کامپیوتر می‌داند که ویژگی‌های آن کاملاً جدا از سخت‌افزار کامپیوتر است اما بدون سخت‌افزار وجود نخواهد داشت. با این همه، بیشتر کارهای انجام شده در این زمینه در حال حاضر از حدس و گمانه زنی فراتر نمی‌رود. از سوی دیگر، گروهی از ریاضی دانان و متخصصان منطق محاسباتی استدلال‌های قابل توجهی را علیه مدل‌های محاسباتی آگاهی ارائه کرده‌اند. مهم‌ترین چهره این دسته، سر راجر پنروز، ریاضی فیزیک‌دان شهیر بریتانیایی است که در نوشته‌ها و گفتارهای خود، بارها به برخی از تناقضات نظریه‌های فوق با استفاده از قضایای گودل و نظریه اعداد اشاره کرده و چنین استدلال می‌کند که اصولاً برخی از جنبه‌های اساسی مغز ما که در پیدایش آگاهی دخیل هستند، قابل ارائه و بازنمائی به صورت توابع محاسبه پذیر و الگوریتمیک دست کم در چارچوب علوم موجود منطق و محاسبه و فیزیک کلاسیک نیستند. پنروز البته خود با همکاری استوارت همرآف، پزشک و پژوهشگر عصب‌شناس آمریکایی، مدلی را با نام Orch-OR (مدل کوانتومی آگاهی) ارائه کرد که بنا بر آن آگاهی، حاصل رمبش و کاهش عینی تابع موج شرودینگر در میکروتوبول‌های نورون‌های مغز است.
علوم اعصاب محاسباتی بالینی
این علم زمینه‌ای است که تجربیات نوروساینس، عصب‌شناسی، روان‌پزشکی، علم تصمیم‌گیری و مدل‌های محاسباتی را گرد هم می‌آورد تا مشکلات بیماری‌های اعصاب و روان را به صورت کمّی تعریف و جستجو کند و دانشمندان و پزشکانی را پرورش و تعمیم دهد که امیدوار به به کار بردن این روش‌ها در تشخیص و درمان هستند. یکی از مهمترین پژوهش‌های این شاخه، مدل‌سازی محاسباتی اعتیاد به عنوان گونه ای از شرطی شدن همراه با تغییرات سطوح پایه ای پیام رسان‌های عصبی می‌باشد. این دسته از پژوهش‌های محاسباتی که به گونه قابل ملاحظه ای از پشتوانه‌های زیست شناسانه برخوردار هستند، بر نقش تعیین‌کننده و یکتای پاداش به ویژه ناشی از فعالیت VTA در بیزل گانگلیا تأکید دارند. هم چنین، پژوهش‌های متعددی به تناظرهای معناداری میان پیام رسان‌های عصبی مانند دوپامین و سروتونین و آسیب و اختلال‌های روانی نوروتیک و سایکوتیک مانند افسردگی، اسکیزوفرنی، اختلال دو قطبی و غیره اشاره کرده‌اند. یکی از مهمترین یافته‌های این حوزه، مطالعهٔ نقش و عملکرد آمیگدال توسط عصب‌شناس آمریکایی جوزف لدوکس بود. مطالعات تجربی لدوکس نشان داد که آمیگدال نقشی اساسی را در تولید، ادراک و نیز برونداد پاسخ‌های هیجانی استرس، تنش و نگرانی نسبت به محرک‌های بیرونی بازی می‌کند. فعالیت آمیگدال که بخشی از سامانه لیمبیک به‌شمار می‌رود در مواقع مقابله با وضعیت‌های دشوار و اضطراب آور، سبب تحریک و آزاد سازی هورمون کورتیزول می‌گردد که البته کارکرد آن در شرایط همراه با اضطراب و هراس‌های مزمن اثرات سو و مخربی بر بدن خواهد داشت.

#### اختلال رفتاریاوتیسم
یکی از مهم‌ترین نتایج ضمنی نظریه نورون‌های آینه ای، تبیین (غالبا گمانه زنانه) اختلال رشدی اوتیسم است. بنا بر آرای عصب شناسان محاسباتی برجسته ای هم چون مایکل اربیب و نیز کریستین کایزرس، اختلال اوتیسم رابطه مستقیمی با توانایی شناختی نظریه ذهن دارد. بنابر نظر ایشان، کاهش توانایی نظریه ذهن در مغز مسبب اختلال رشدی رفتاری اوتیسم است. هم چنین گروهی از مطالعات و پژوهش‌های صورت گرفته، نشان داده‌اند که توانایی نظریه ذهن مغز انسان محصول مستقیم فعالیت نورون‌های آینه ای می‌باشد. بنابر این، با کاهش فعالیت نورون‌های آینه ای، شاخصه‌های رفتاری اوتیسم بروز می‌یابد.
از سوی دیگر، همکاری میان عصب شناسان نظری و عصب شناسان محاسباتی منجر به طرح نظریه ی جالب تری شد که از پشتوانه زیست شناسانه و عملی بالاتری برخوردار است. گروهی از عصب شناسان ضمن مطالعه بر روی تصاویر اف ام آر آی و نیز پت اسکن بیماران اوتیستیک، متوجه تخریب مدار نورونی موسوم به مسیر غیرمستقیم هسته های قاعده ای (بیزل گانگلیا) شدند. مسیر غیر مستقیم در هسته های قاعده ای، از گیرنده ی دوپامین D2 آغاز شده و پس از عبور از GPe به STN که تاثیر تهییجی دارد، می رسد. در حالت عادی،  مهار GPe منجر به تشدید فعالیت  STN  شده که سبب تهییج کارکرد مهاری GPi می شود. GPi، به عنوان خروجی هسته های قاعده ای، تاثیر مهاری بر تالاموس دارد. با آسیب مسیر غیر مستقیم که غالبا به کاهش و ناهنجاری دوپامین می انجامد.

#### اعتیاد
اعتیاد به مواد مخدر از مهمترین موضوعات جدال آمیز و چالش‌برانگیز در علوم روان‌شناسی و پزشکی از همان نخستین دهه‌های قرن پیشین بوده‌است. مطالعات محاسباتی اعتیاد به مواد مخدر به‌طور کلی اعتیاد در ارتباطی تنگاتنگ با شرطی شدن است. چنین به دلیل تغییرات سطوح پایهٔ پیام رسان‌های عصبی که منجر به ربودن سازوکار مدارهای لذت در مغز می‌شوند. اعتیاد از سوی دیگر، مطابق آرای محاسباتی، نوعی فرایند یادگیری است که می‌توان آن را بر حسب مفاهیم سورپرایز و آنتروپی تشریح کرد؛ لذا، با عنایت به این یافته‌ها، گروهی از روان پزشکان و روان دمان گران، توصیه به تغییر محیط جهت افزایش سورپرایز و عدم ظهور نشانه‌ها و سرنخ‌هایی کرده‌اند که مواد مخدر مورد استفاده را برای فرد معتاد تداعی می‌کنند. 
مدل های محاسباتی اعتیاد نیز با بهره گیری از ارتباطات و الزامات عصبی مسبب اعتیاد، سعی در ترسیم و پیاده سازی نظریات  عصب شناسنامه و تجربی دارند. بیشتر مدل های محاسباتی اعتیاد بر اساس نظریه محرک-پاسخ و شرطی شدن ابزاری ساخته شده اند. بنای این دسته از مدل ها این نظریه است که عامل، برای نخستین بار با دریافت مواد مخدر به شیوه های گوناگون، به دلیل افزایش پیام رسان های عصبی مانند دوپامین یا سروتونین، دچار سورپرایز شده و حالت های خاصی از لذت های بی سابقه مانند نشئگی یا انرژی را تجربه می‌کند. عامل، از آن پس، به دلیل دریافت پاداش در بیدل گانگلیا و تعدیل وزن های عصبی، به محض روبرو شدن با محرک (ماده مخدر) میل بسیاری به پاسخ مثبت و استفاده از آن پیدا می‌کند. به تدریج، به دلیل جفت شدن پاسخ و لذت، عامل نسبت به محرک شرطی می‌شود و این انتخاب به اجبار یا وسواس تبدیل می گردد. اما این همه داستان نیست. بخش اساسی رفتار اعتیاد، به دلیل تغییرات سطوح پایه ای پیام رسان های عصبی و نیز افزایش مقاومت بدن یا تولرانس نسبت به ماده مخدر است. در حقیقت، در فرآیند اعتیاد ما با چند فرآیند تو در توی شرطی سازی روبرو هستیم.

## مدل‌سازی‌های محاسباتی
مدل‌های محاسباتی مربوط به عمل‌کردهای مغز رواج فراوانی یافته‌اند و روز بروز بر اهمیت آن‌ها افزوده می‌شود. انگیزه‌ها و علل این امر را باید در تولید سریع مجموعه‌های حجیم داده‌های تجربی از یک سو، و پیشرفت‌های عمده در حوزه‌های فناوری و علوم محاسباتی نظیر هوش ماشینی، کاوش در داده‌ها، پایگاه‌های داده‌ها، و ظهور رایانه‌های سریع و پر قدرت از سوی دیگر جستجو کرد. از سوی دیگر، علاوه بر رویکرد، مدل‌سازی‌های محاسباتی به‌طور خاص تر به مطالعه در کارکردهای عالی تر مغز در سطوح کلان (بیشتر مرتبط با فرایندهای شناختی و شبکه‌های نورونی) یا سطوح خرد (سطح تک نورونی) می‌پردازد.

### مدل‌های محاسباتی فرایند توجه دیداری
توجه دیداری، یکی از محصولات شناختی مغز است که شامل فرایندهای متعددی است جهت انتخاب سریع و بهینه ی اطلاعات دیداری مرتبط و فیلترینگ و حذف اطلاعات نامرتبط در  یک صحنه دیداری. در واقع، مغز انسان در هر لحظه با مقدار بی شماری اطلاعات ورودی حسی روبروست و تبعا این حجم از اطلاعات بدون وجود فیلترهای مناسب، به سرریزی اطلاعات و عدم توانایی مغز در انجام وظایف شناختی خواهد انجامید. بنابر این، جهت جلوگیری از سرریز شدن اطلاعات و تسریع پردازش آن، مغز دارای دو مکانیزم اساسی جهت کنترل و فیلترینگ اطلاعات دیداری  است. مکانیزم های کنترل بالا به پائین و پائین به بالا که توسط ارتباطات وسیع الکتروشیمیایی انجام میپذیرند، به انجام و اجرای دقیق فرایند توجه کمک می رسانند.  
برای مثال، صفحه ای را در نظر بگیرید که شامل تعداد بسیاری حروف T  به رنگ زرد و یک تک حرف T به رنگ قرمز است. پژوهش های سایکوفیزیکی تماما نشان داده اند که انسان ها بسرعت و بدون هرگونه دشواری، متوجه حرف T قرمز رنگ خواهند شد. یا در صحنه آی که شامل دسته ای از ابزار آلات مکانیکی مانند میخ و چکش و آچار بهمراه اسکناسی مقاله شده است. مردم باز بسرعت متوجه اسکناس خواهند شد. به طور کلی، مکانیزم کنترل پایین به بالا ، با اعمال حساسیت نسبت به تفاوت در رنگ ها، لبه ها، اقسام و بزرگی یا کوچکی اشیا، می تواند یک شی ویژه را به ادراک برساند و اطلاعات مربوط به سایر اشیای موجود را براحتی کنار بگذارد.   

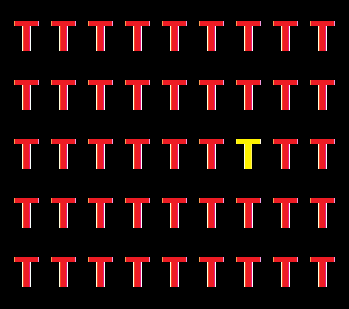
فرایند توجه دیداری انتخابی ما را قادر به تشخیص و تمیز دادن فوری و بلا درنگ حرف T زرد رنگ از سایر حروف T قرمز رنگ می سازد.

### مدل‌های محاسباتی یادگیری وشرطی شدن
مدل‌های محاسباتی یادگیری و شرطی‌شدن در علوم اعصاب (Neuroscience) تلاش می‌کنند فرآیندهای یادگیری مغز را با استفاده از ابزارهای ریاضی و الگوریتمی مدل‌سازی کنند. این مدل‌ها معمولاً بر پایه نظریه‌های یادگیری مانند شرطی‌شدن کلاسیک (Pavlovian) و شرطی‌شدن کنشگر (Operant Conditioning) توسعه یافته‌اند. برخی از مهم‌ترین مدل‌های محاسباتی یادگیری و شرطی‌شدن در نوروساینس عبارتند از:
---
1. مدل یادگیری مبتنی بر خطای پیش‌بینی (Rescorla-Wagner Model)
این مدل یکی از اولین مدل‌های ریاضی یادگیری تداعی‌گرایانه (Associative Learning) است که در شرطی‌سازی کلاسیک استفاده می‌شود.
فرمول اصلی:
\Delta V = \alpha \beta (\lambda - V)
قدرت تداعی محرک شرطی (CS) با محرک غیرشرطی (US) است.
مقدار حداکثری پاداشی است که یک US می‌تواند ایجاد کند.
و  نرخ یادگیری مربوط به CS و US هستند.
خطای پیش‌بینی است.
✅ کاربرد در نوروساینس: این مدل نشان می‌دهد که یادگیری زمانی اتفاق می‌افتد که یک پیش‌بینی اشتباه انجام شود (یعنی زمانی که CS اطلاعات جدیدی درباره US ارائه دهد).
---
2. مدل یادگیری مبتنی بر خطای دوپامینی (Reinforcement Learning & Temporal Difference - TD Learning)
این مدل پایه‌ای برای یادگیری تقویتی در مغز محسوب می‌شود و با فعالیت دوپامینرژیک در نواحی مانند جسم مخطط (Striatum) و توده سیاه (Substantia Nigra) مرتبط است.
فرمول TD-error:
\delta_t = r_t + \gamma V(s_{t+1}) - V(s_t)
خطای پیش‌بینی پاداش (Reward Prediction Error - RPE) است.
مقدار پاداش دریافتی در زمان .
مقدار ارزش حالت فعلی.
ضریب کاهش ارزش (Discount Factor).
✅ کاربرد در نوروساینس: این مدل توضیح می‌دهد که نورون‌های دوپامینرژیک چطور در هنگام یادگیری تغییرات فعالیت خود را بر اساس خطای پیش‌بینی پاداش تنظیم می‌کنند.
---
3. مدل‌های مبتنی بر نظریه بیز (Bayesian Learning Models)
این مدل‌ها بر اساس نظریه احتمالات بیز (Bayesian Inference) ساخته شده‌اند و نشان می‌دهند که مغز می‌تواند اطلاعات جدید را با باورهای قبلی ترکیب کند.
✅ کاربرد در نوروساینس: مدل‌های بیزی برای درک فرایندهایی مانند ادراک، تصمیم‌گیری و یادگیری حسی-حرکتی استفاده می‌شوند. مثلاً قشر پیش‌پیشانی (Prefrontal Cortex) و قشر جداری (Parietal Cortex) از این نوع محاسبات بهره می‌برند.